# Stop-Loss
Stop-Loss (br: A Lei da Guerra) é um filme americano de 2008 estrelado por Ryan Phillippe e dirigido por Kimberly Peirce. Também estrelam no longa Channing Tatum, Abbie Cornish, Joseph Gordon-Levitt, Rob Brown, Victor Rasuk, Terry Quay, Matthew Scott Wilcox e Timothy Olyphant.

## Sinopse
Sargento Brandon King (Ryan Phillippe) é muito bem recebido em sua cidade, no interior do Texas. Após voltar da guerra no Iraque, ele tenta retomar a vida de deixou para trás com a ajuda e o apoio de sua família e de seu melhor amigo, Steve Shriver (Channing Tatum), que serviu com ele no Oriente Médio. Aos poucos, eles vão conseguindo se adaptar à vida de civil até que o exército chama Brandon de volta para o Iraque. A ordem para voltar ao serviço militar mexe com suas certezas. Mas, mesmo contrariado, Brandon cumpre seu dever. Essa situação põe em xeque tudo que ele acredita: lealdade à família e aos amigos, os limites do amor e o valor da honra.

## Elenco
- Ryan Phillippe .... SSG Brandon Leonard King
- Abbie Cornish .... Michelle Overton
- Joseph Gordon-Levitt .... PFC Tommy Burgess
- Rob Brown .... Isaac "Eyeball" Butler
- Channing Tatum .... SGT Steve Shriver
- Victor Rasuk .... PVT Rico Rodriguez
- Terry Quay .... Paul "Preacher" Colson
- Matthew Scott Wilcox .... Harvey
- Connett Brewer .... Curtis
- Timothy Olyphant .... LTC Boot Miller
- Josef Sommer .... Senador Orton Worrell
- Linda Emond .... Ida King
- Ciarán Hinds .... Roy King
- Mamie Gummer .... Jeanie Burgess
- Alex Frost .... Shorty Shriver
- Chandra Washington .... Sra. Shriver
- Cora Cardona .... Theresa Ridriguez
- Steven Strait .... Michael Colson

## Recepção
No site agregador de críticas Rotten Tomatoes, 65% das 139 resenhas dos críticos são positivas. O consenso diz que o filme "é sincero e complexo, e apresenta performances fortes, mesmo que tentando cobrir muito terreno".
O Metacritic, que usa uma média ponderada, atribuiu ao filme uma pontuação de 61 em 100, baseado em 35 críticos, indicando críticas "geralmente favoráveis".